# Консервированные оливки
Консервированные оливки — продукт питания, приготовляемый из плодов оливы путём молочно-дрожжевой ферментации. Ферментация упрощает усвоение оливок и сильно снижает содержание горьких и ядовитых веществ в плодах.
По весу плод оливки на 70—90 % состоит из мякоти, остальное занимает косточка. Мякоть, в свою очередь, состоит из масла (10—25 %), воды (60—75 %) и твёрдой фракции. Основной компонент масла — три-, ди- и моноглицериды, а также свободные жирные кислоты. Зелёный цвет неспелых оливок обусловлен хлорофиллами, которых в мякоти от 1,8 до 13,5 мг на 100 г; во время созревания содержание хлорофиллов и вызывающего горечь олейропеина в оливках падает (последний перерабатывается в диметилолейропин).
Консервированные оливки — важнейшее блюдо, подвергающееся ферментации, основа средиземноморской диеты. Ежегодно в мире производится более 2,6 млн тонн этого продукта, в основном в средиземноморских странах: Испания экспортирует больше всего зелёных, а Турция — чёрных оливок. Наиболее популярны консервированные оливки из Испании, Греции и с Сицилии.

## История

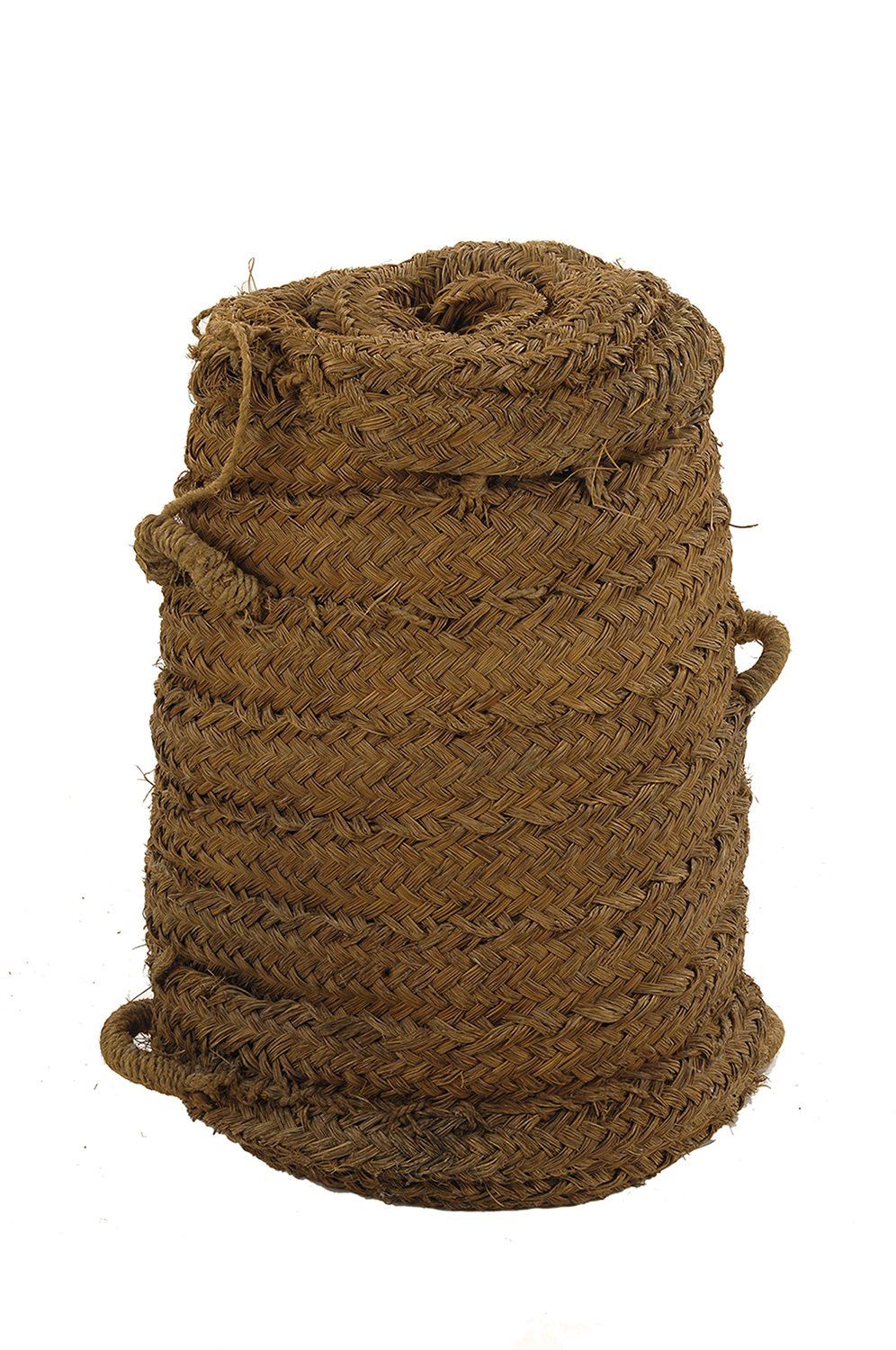
«Тальзим», корзина для сбора оливок из Валенсии

Культивация олив в Месопотамии и Палестине, а также на территории современной Сирии восходит к IV тысячелетию до н. э., это первое фруктовое дерево, которое человек начал возделывать. Некоторые учёные считают, что на Крите оливки окультурили в районе 2500 года до н. э. независимо от других регионов. Финикийцы распространили оливковые деревья по всему Средиземноморью.
Вероятно, изначально люди поедали оливки прямо с деревьев, а затем научились вымачивать их в морской воде, что по прошествии некоторого времени могло запустить ферментацию. Первое письменное упоминание рецепта приготовления столовых оливок относится к 42 году н. э., Колумелла включил несколько способов их приготовления в свой трактат «О сельском хозяйстве» (лат. De re rustica). У Овидия в «Метаморфозах» пожилая Бавкида подала Зевсу и Гермесу блюдо из оливок.
Олива участвовала в колумбовом обмене: в 1560 году испанцы привезли оливу в Перу, в следующие 200 лет иезуиты и францисканские миссионеры высадили оливковые деревья в Мексике и Калифорнии; британские переселенцы привезли их с собой в Австралию: первые посадки были сделаны Джорджем Саттором в Новом Южном Уэльсе в 1800 году. Первые колонисты не следили за деревьями и часто забрасывали рощи; олива стала инвазивным видом и захватила большие площади в Южной Австралии. В Калифорнии распространение оливок произошло благодаря Фреде Эманн (нем. Freda Ehmann), основавшей фирму Ehmann Olive Company (1898—1970); она пользовалась рецептом почвоведа Юджина Хильгарда.
Традиционный метод приготовления столовых оливок — многодневное вымачивание в слабом растворе соли для удаления горечи. Получившиеся таким образом консервированные оливки темнеют и могут потерять упругость во время промывания от рассола. В середине XIX столетия было изобретено предварительное вымачивание в щёлоке.
За 1990—2005 годы производство консервированных оливок увеличилось на 50 %. В 2004 году организация International Olive Council, занимающаяся производством оливок и продуктов из них, приняла торговый стандарт на столовые оливки. В 2008 году она же выпустила методику анализа столовых оливок на основе таких критериев как отсутствие дефектов, солёность, кислота и горечь во вкусе и текстура.
Известно более 2000 культиваров оливок. По состоянию на 2020 год наиболее важными сортами являются Manzanilla de Sevilla, Gordal sevillana, Hojiblanca, Kalamata и Conservolea. Крупнейшие производители консервированных оливок — Испания (21 % мирового объёма), Египет (17 %) и Турция (15 %). Также производство имеется и в Австралии, хотя большинство компаний, делающих консервированные оливки — это небольшие предприятия, работающие на внутренний рынок.
На консервирование идёт около 1/10 всего мирового урожая оливок. В Испании наибольшей популярностью пользуются зелёные севильские оливки, в Греции — греческие и высушенные с солью, в Италии — высушенные на солнце или в печах, а также сицилийские, лигурийские, кастельветрано и феррандина, в Австралии — испанские и греческие.
В качестве более дешёвого заменителя консервированных оливок может выступать квашеный кизил.

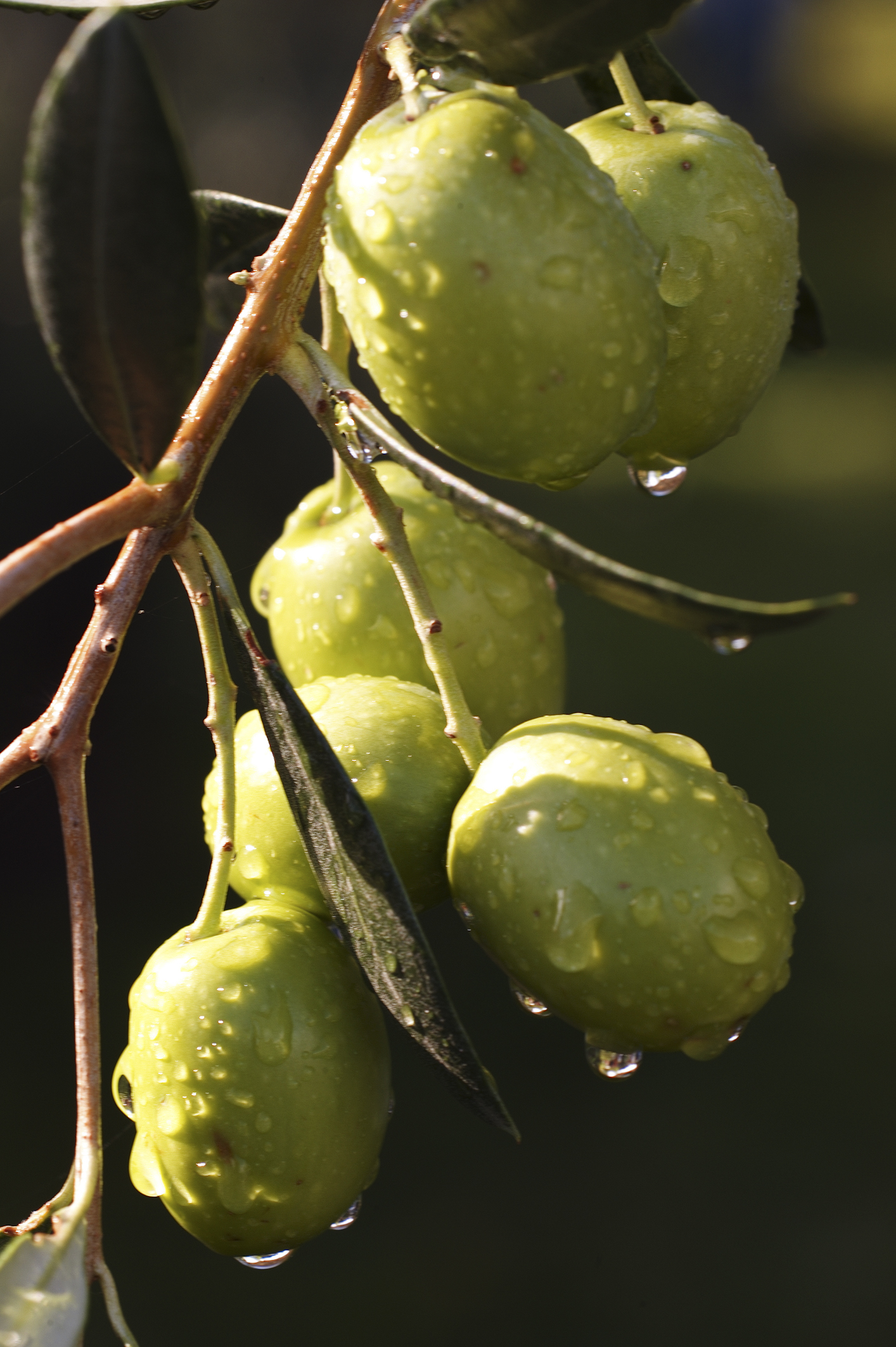
Оливки на дереве
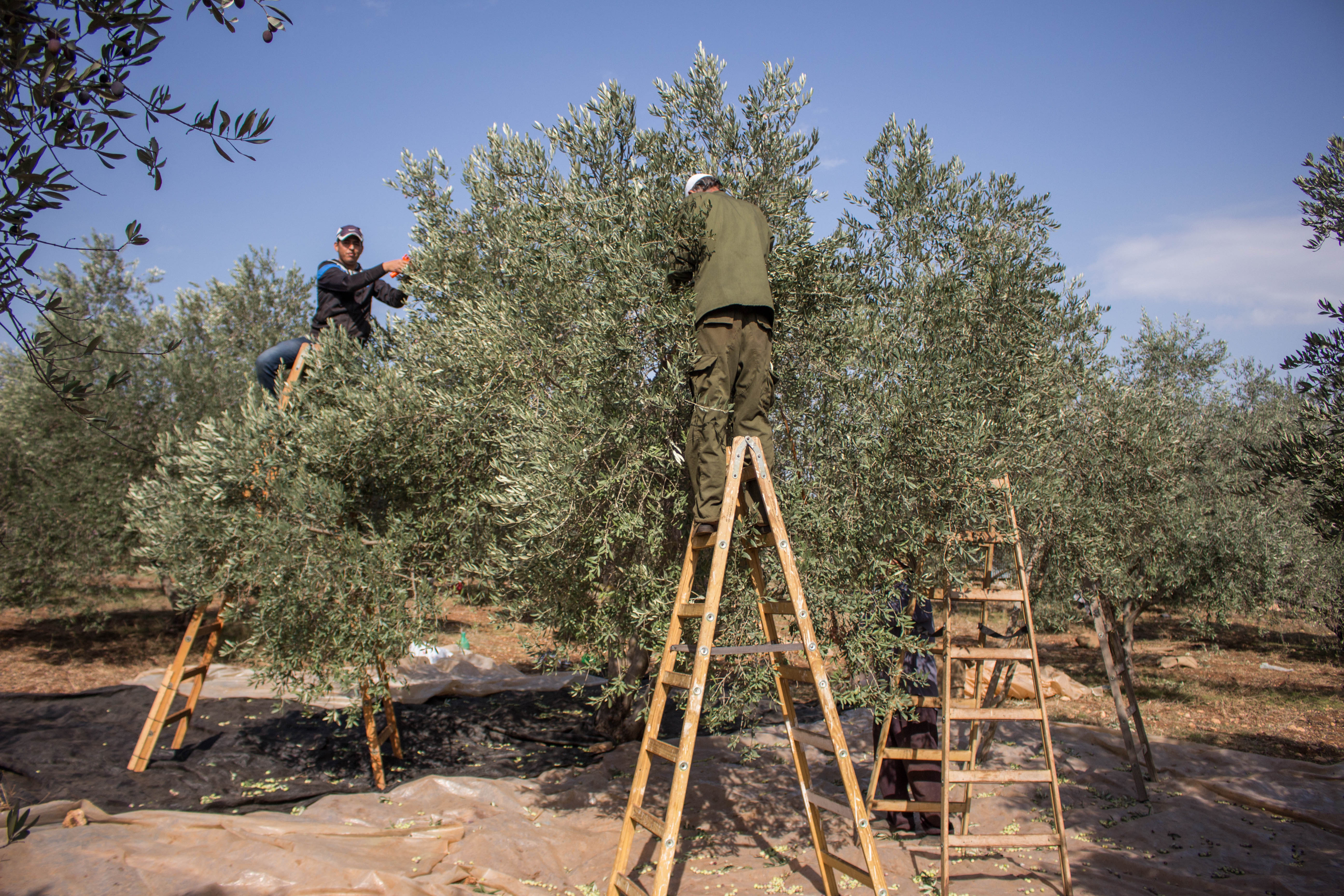
Сбор оливок
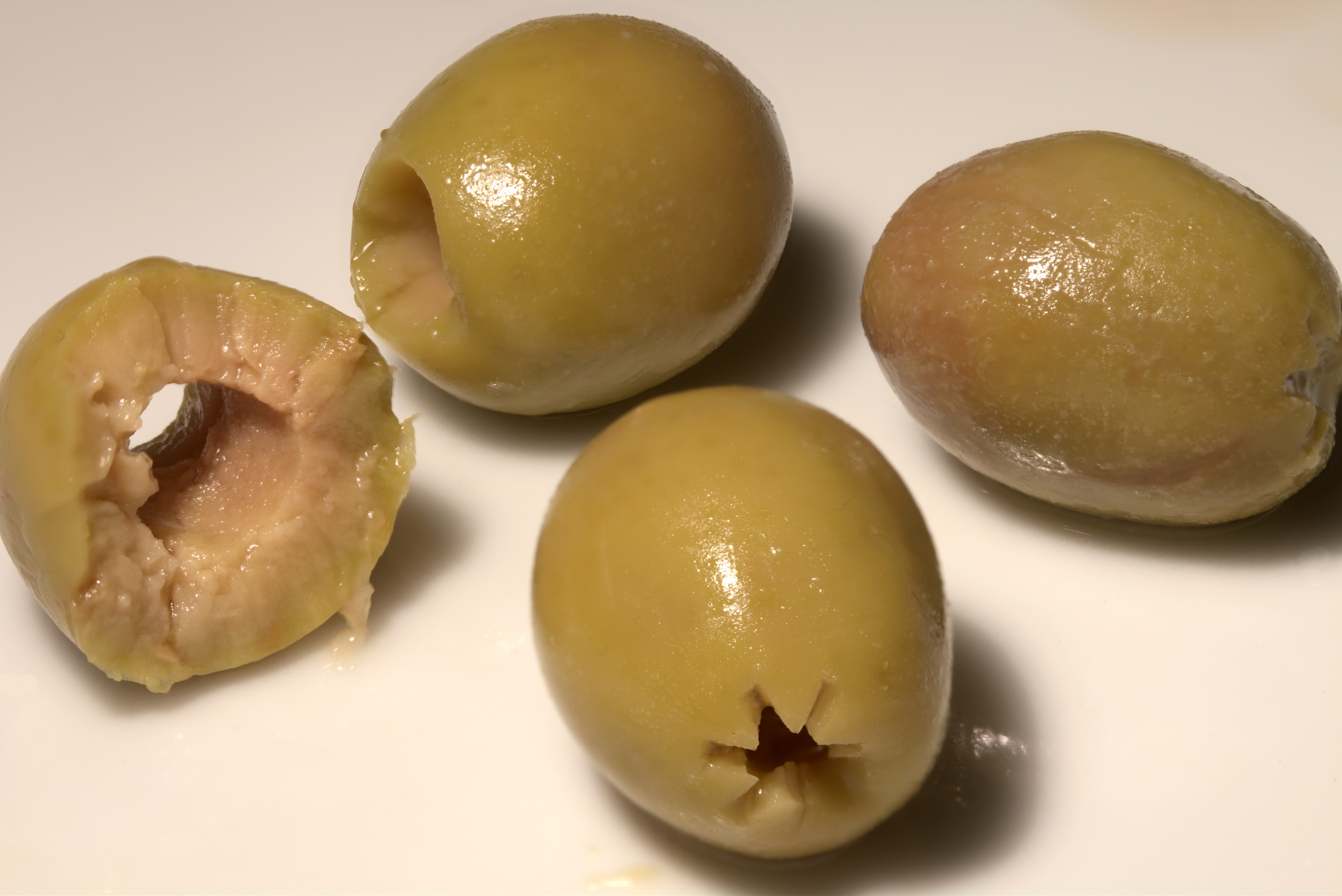
Зелёные оливки
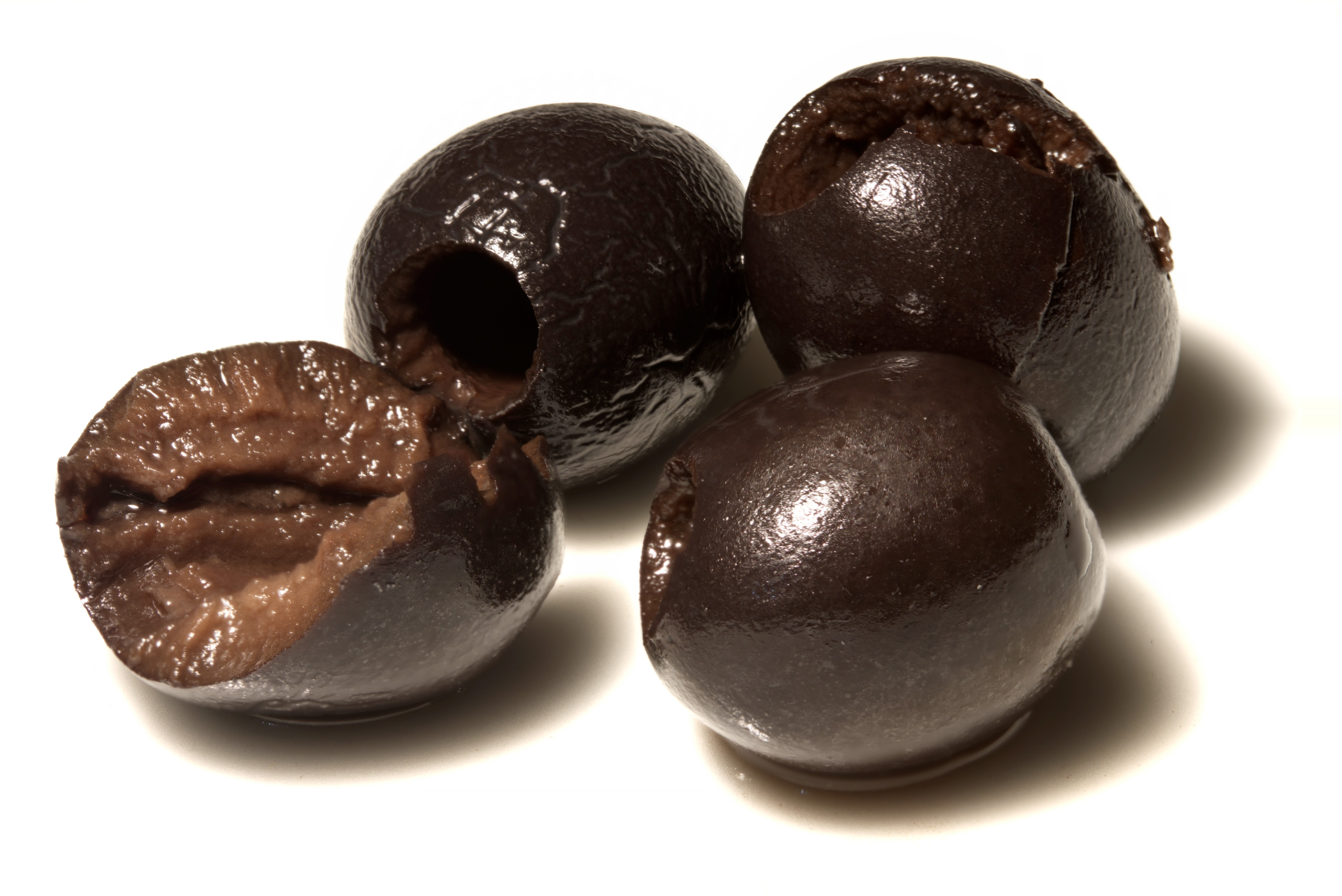
Чёрные оливки

## Приготовление

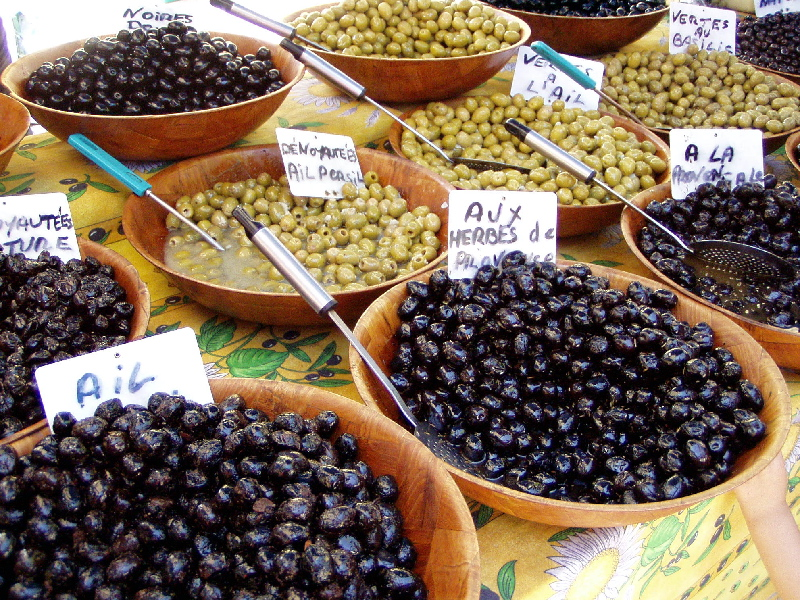
Различные виды консервированных оливок

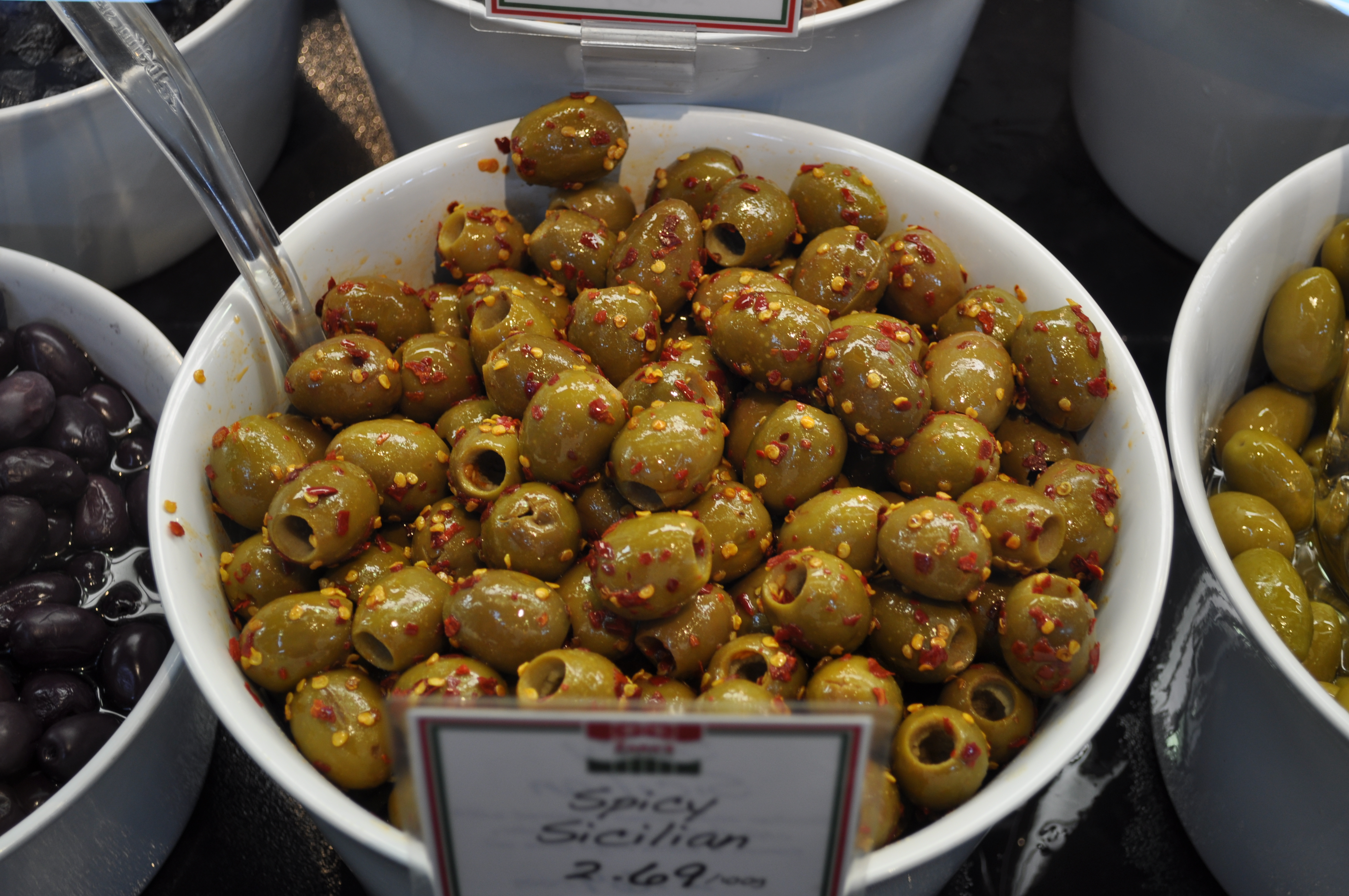
Острые сицилийские оливки

Предпочтительно собирать оливки для консервирования вручную, а не машинным способом, чтобы избежать порчи плодов. После сбора оливки перебирают и делят по размеру. Плоды весом 3—5 г считаются средними по размеру, свыше 5 г — крупными; отношение косточки к мякоти должно составлять не менее 1 к 5, причём чем больше объём мякоти, тем более высоким считается сорт. После сбора оливки стараются обработать как можно быстрее, чтобы они не испортились, и хранят при температуре 5—10° C (при более низких зелёные оливки коричневеют) во влажной (90—95 %) атмосфере с содержанием кислорода не более 2 %. Собранные зелёные плоды темнеют и портятся уже через 2—4 недели при температуре +10 и ниже.
Все методы последующей обработки нацелены на то, чтобы сделать оливки менее горькими. Для этого используется 4 основных метода: консервирование в рассоле с предварительной обработкой щёлоком, консервирование в рассоле без щёлока, сушка и оксидизация. Для консервирования обычно используются целые плоды, но консервируют также и разломившиеся, и нарочно разрезанные оливки. Помимо промышленного, активно также домашнее производство собственноручно выращенных плодов.
Процесс консервирования оливок похож на засолку огурцов: плоды промывают, зелёные оливки обрабатывают 1,25—2-процентным раствором щёлока, который нейтрализует горький олейропеин, а затем заливают 5—15-процентным раствором соли и оставляют на 6—18 месяцев. Чёрным оливкам нужен более крепкий соляной раствор, во время их ферментации в нём доминируют дрожжи.
Некоторые производители предпочитают добавлять в сосуды с оливками чистые бактериальные культуры для запуска ферментации, другие же считают, что спонтанная ферментация даёт более богатый вкус конечного продукта.
Основных способов консервирования оливок три: греческий (чёрные), испанский (зелёные, требуют вымачивания со щёлочью) и калифорнийский (чёрные, также требуют щёлочи). После приготовления оливки следует предохраняют от порчи стерилизацией, пастеризацией или добавлением консервантов. Стерилизация готового продукта уменьшает количество летучих веществ в рассоле, пастеризация же оставляет его неизменным.
Вода, сливаемая из оливок после ферментации или промывания щёлоком, представляет опасность для окружающей среды ввиду высокого содержания органических веществ и фенолов. Для её уменьшения предлагается фильтрация активированным углём и полисульфоновой мембраной.
Кроме соли и оливок в технологическом процессе могут использоваться уксус, оливковое масло, сахар, специи (орегано, чеснок) и различная начинка: сладкий или острый перцы, каперсы, лук, сыр, миндаль и так далее.

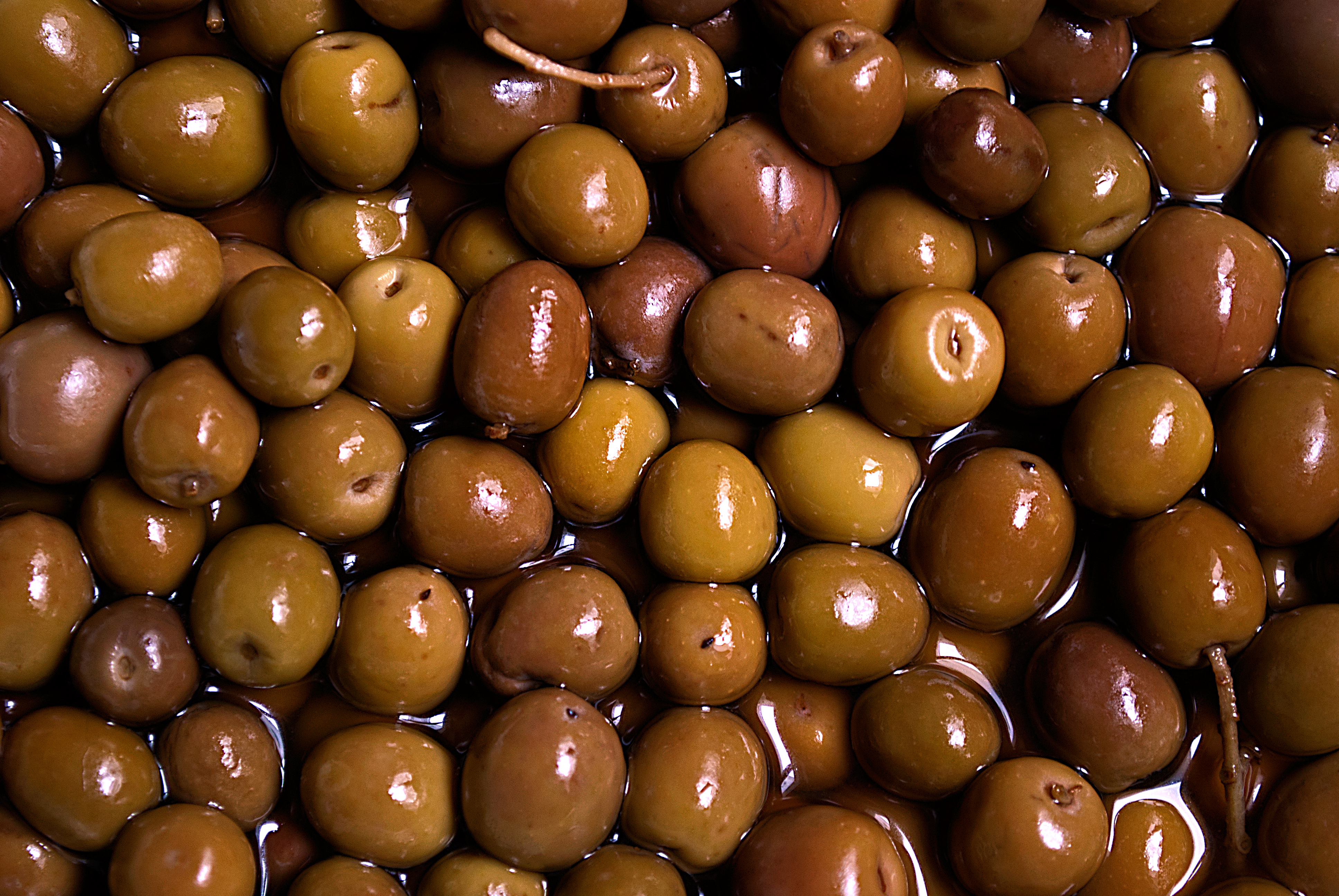
Испанские оливки
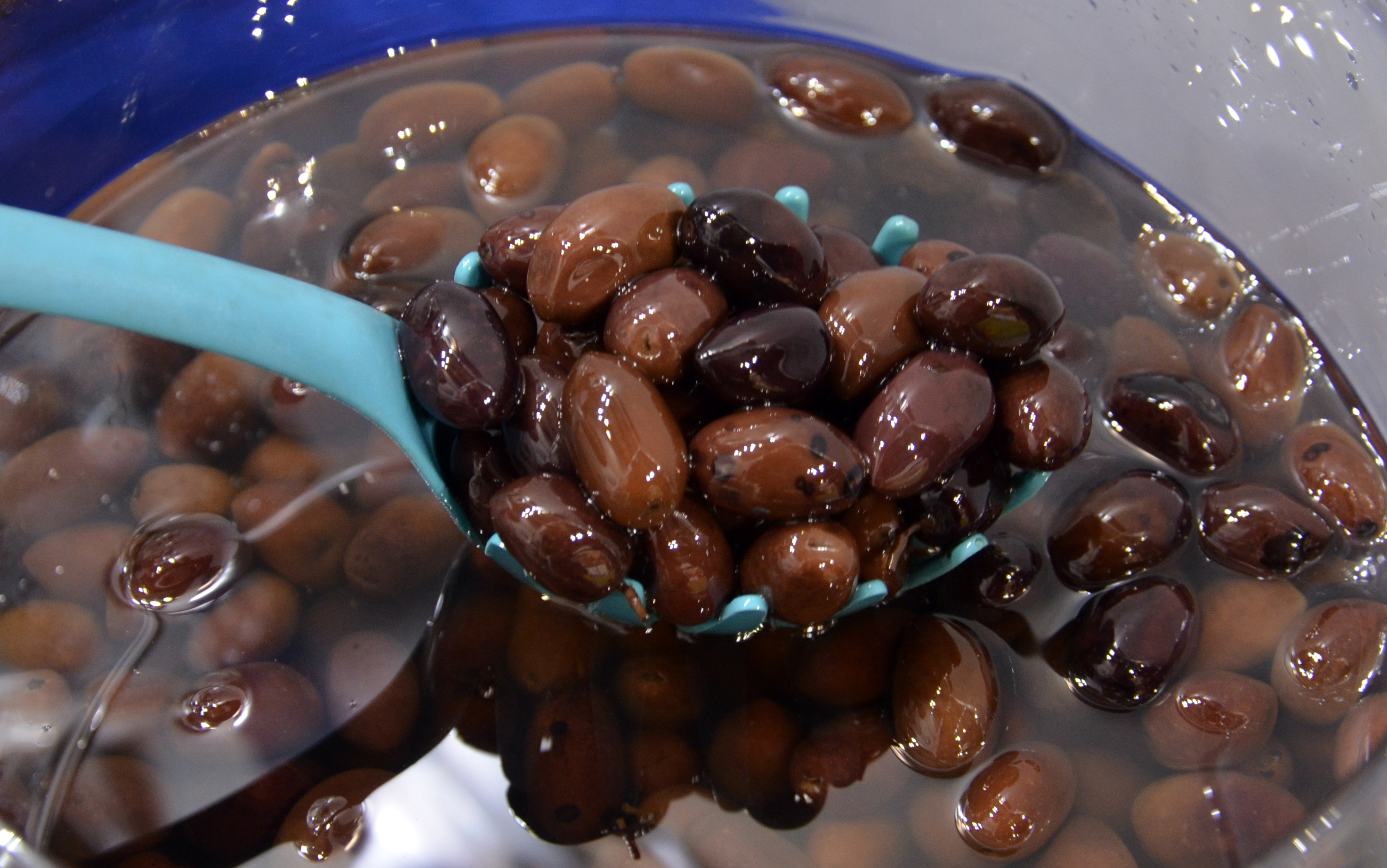
Греческие натуральные оливки
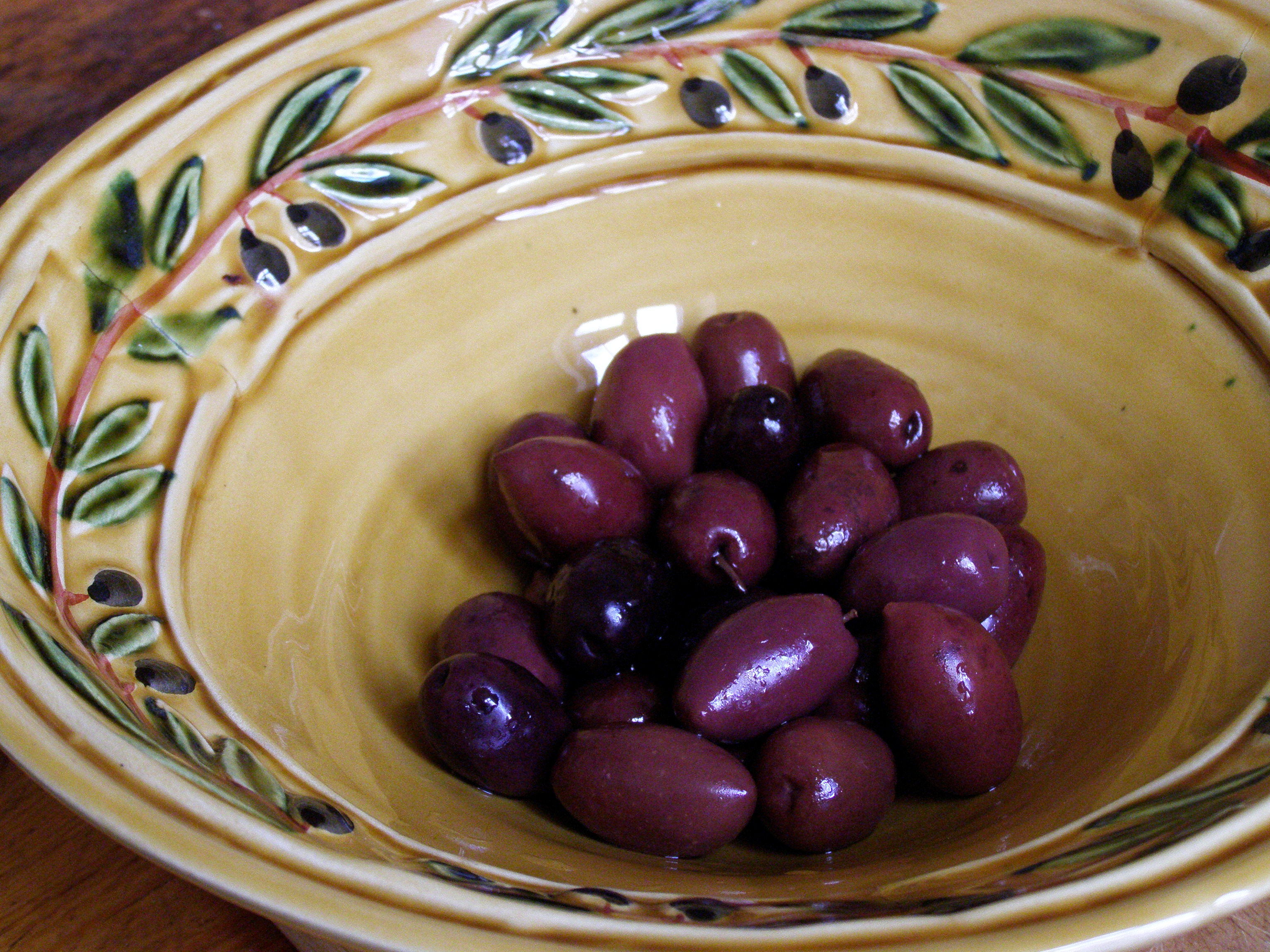
Оливки каламата
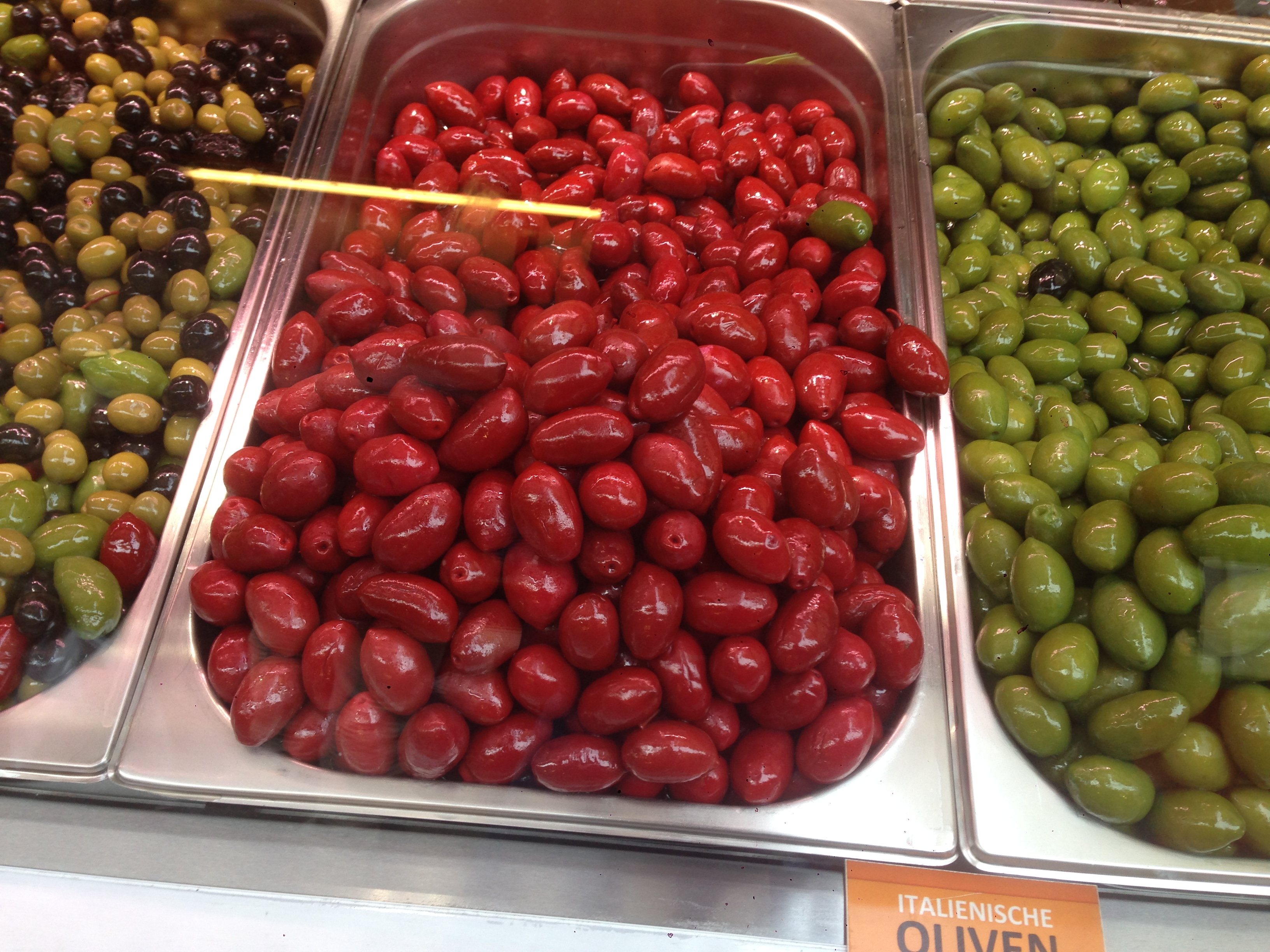
Зелёные оливки, окрашенные свекольным соком
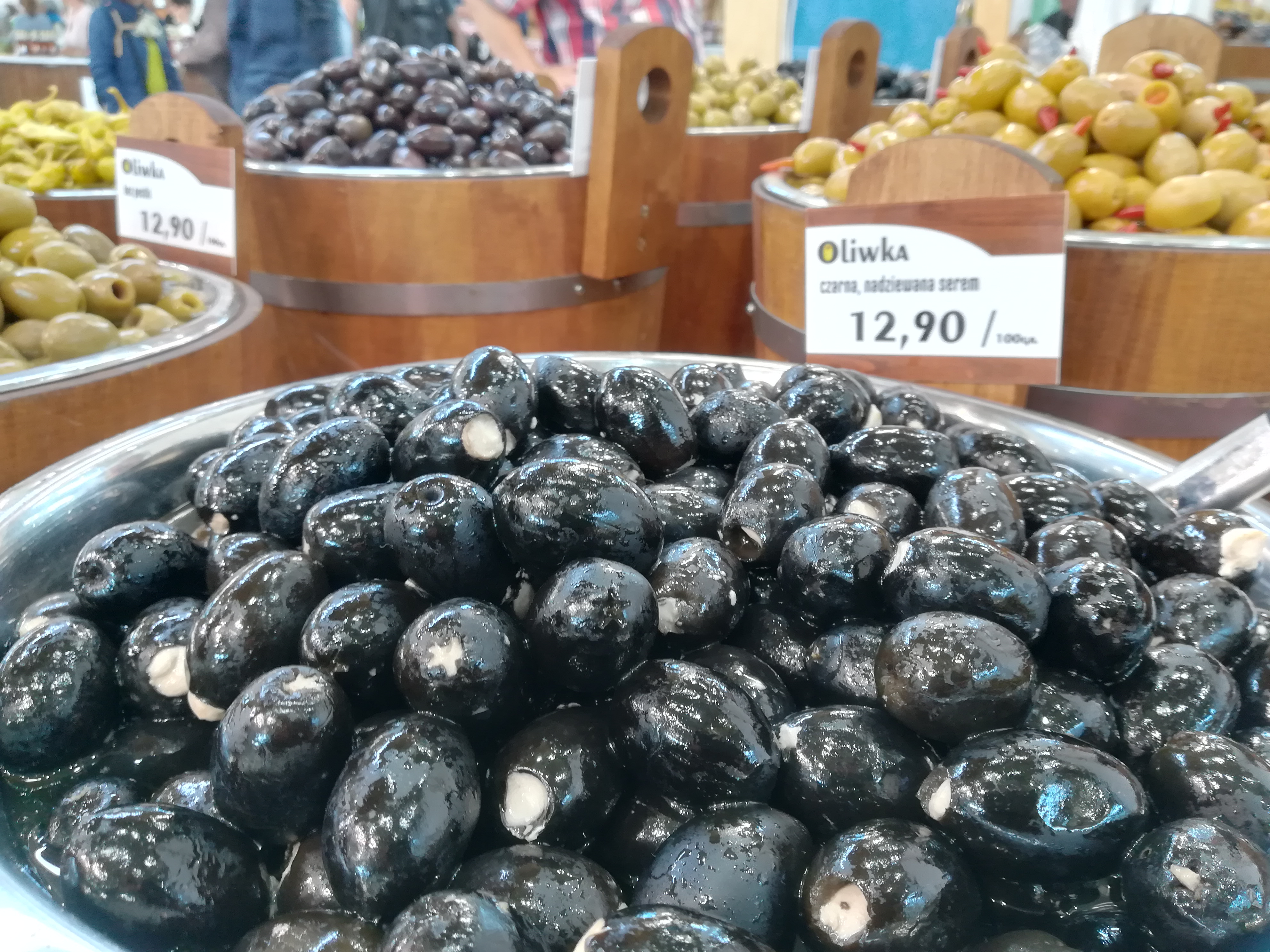
Калифорнийские чёрные оливки с сыром

### Натуральные оливки

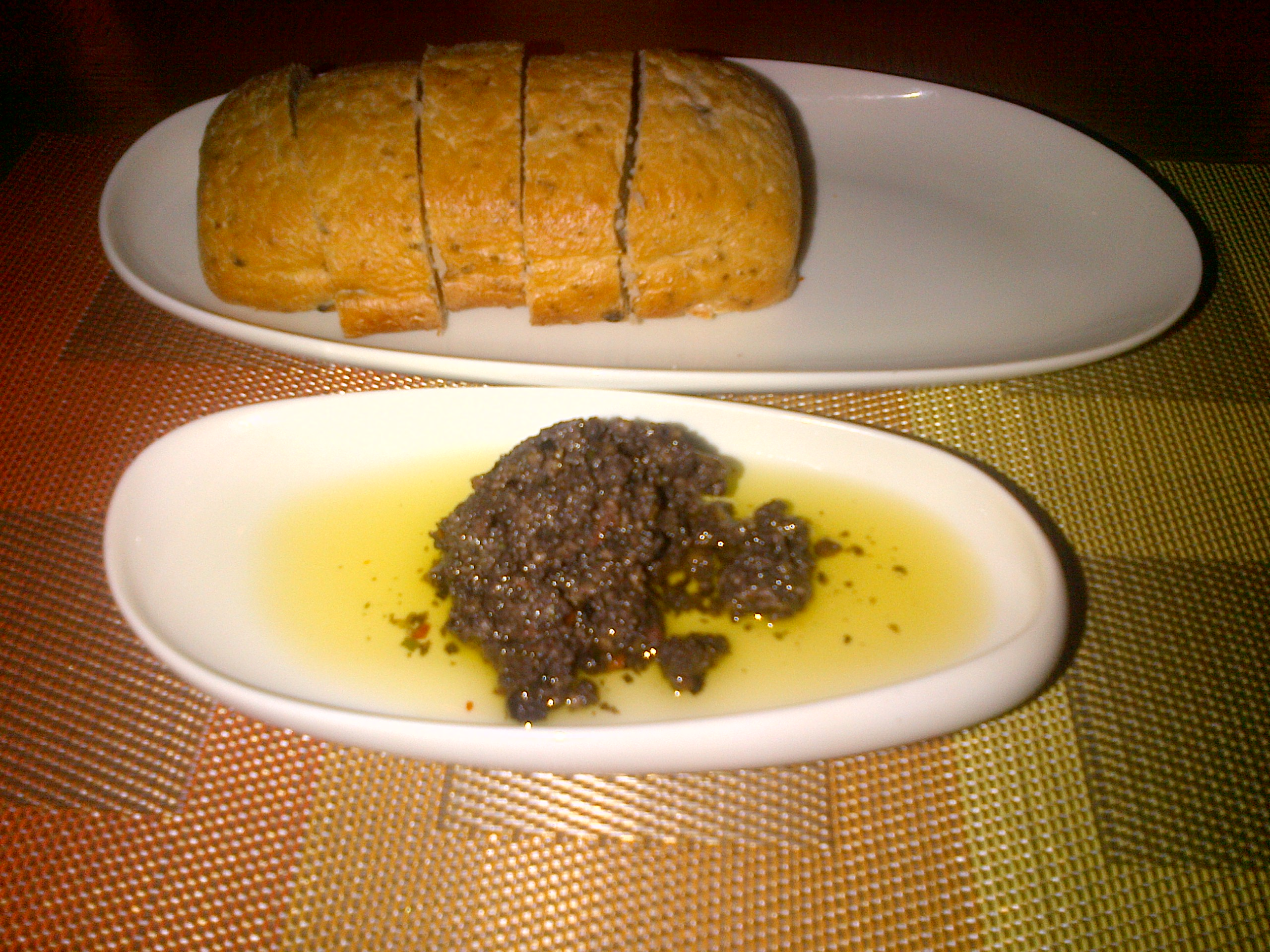
Турецкая паста из натуральных оливок

Такие оливки готовят без щёлока, они могут быть любого цвета, однако обычно используются чёрные плоды. Этот вид чаще всего готовят в Магрибе и на восточном побережье Средиземного моря; в Греции используется сорт Conservolea, в Турции — Gemlik.
Плоды погружают в 8—10-процентный рассол в герметично закрытые контейнеры, где ферментация идёт значительно дольше, чем в оливках, обрабатываемых щёлочью. На выходе получаются плотные плоды с блестящей кожицей, имеющие небольшую горечь и сохранившие немного оригинального вкуса.

#### Каламата
Греческие оливки сорта каламата готовят натуральным способом: сначала погружают в воду и меняют её ежедневно в течение 10 дней, а затем упаковывают на продажу в 10-процентный рассол с уксусом и оливковым маслом. Недостаток этого способа в большом объёме отходов: на килограмм оливок используется 5—7 литров воды.
Другой вариант производства оливок этого сорта предполагает ферментацию в 10-процентном рассоле, что требует больше времени, но значительно снижает расход воды: на килограмм таких оливок используется всего 0,5 литра.

#### Греческие
Для приготовления греческих оливок используются оливки сортов Verdale, Conservolea, Kalamata, Gemlik, Carolea, Manzanilla, а также культивары, родственные Gordal. Оливки собирают, когда они почернели на 3/4 вглубь. Плоды промывают, заливают 10—16-процентным раствором соли и оставляют ферментироваться на 3—10 месяцев, затем сушат на воздухе, сортируют, стерилизуют и упаковывают. Этот вид консервированных оливок наиболее популярен в Греции и Турции.
Главные химические превращения, происходящие в оливках этого вида, — кислотный гидролиз олейропеина и полимеризация антоциановых пигментов. При ферментации чёрных оливок в греческом стиле солёность раствора уничтожает лактобактерии, и в рассоле доминируют дрожжи, в частности Candida boidinii, которые вырабатывают лимонную, яблочную и винную кислоты. При использовании слабого рассола (3—6 %) в нём доминируют лактобактерии.
Греческие оливки в процессе приготовления теряют значительную часть вкуса и аромата, из-за чего в них часто добавляют ароматизаторы, оливковое масло, уксус и специи. Иногда греческие оливки специально аэрируют в процессе ферментации, что делает их намного чернее.

#### Лигурийские
При засаливании чернеющих оливок сортов Taggiasca или Frantoio без доступа кислорода получаются лигурийские оливки. Их затем упаковывают в контейнеры с рассолом, оливковым маслом, ароматическими травами и приправами.

#### Прочие методы
Перезрелые оливки пересыпают сухой солью, составляющей 15 % веса самих плодов, затем оставляют сушиться на 1—2 месяца. Готовый продукт имеет солёный вкус и внешне напоминает изюм. Так делают испанские вяленые оливки Manzanilla. Также солёные оливки имеют небольшой срок годности и довольно быстро плесневеют.
Также оливки слабогорьких сортов (Thrubolea, Hurma, Dhokar, Passuluna, Kalamata, Tanche, Leccino) могут оставить сохнуть прямо на дереве или сушить термообработкой на солнце либо в печах при низкой температуре. Естественное снижение горечи в слабогорьких сортах по мере созревания, возможно, происходит ввиду ферментативного окисления олейропина. Один из наиболее популярных видов сушёных оливок — феррандина, производимый из культивара Majatica di Ferrandina путём краткого бланширования в воде температурой около 95° C, ферментацией в 7—8-процентном рассоле на протяжении нескольких дней и усушки в печи при температуре 50° C. Похожим образом готовят и другие культивары, в том числе кислые перуанские оливки, а также местные сорта оливок в Азербайджане и Турции. Такие оливки иногда покрывают молочным шоколадом.
Зелёные и меняющие цвет оливки также готовят аналогично греческим, выдерживанием в 8—10-процентном рассоле 3—12 месяцев.

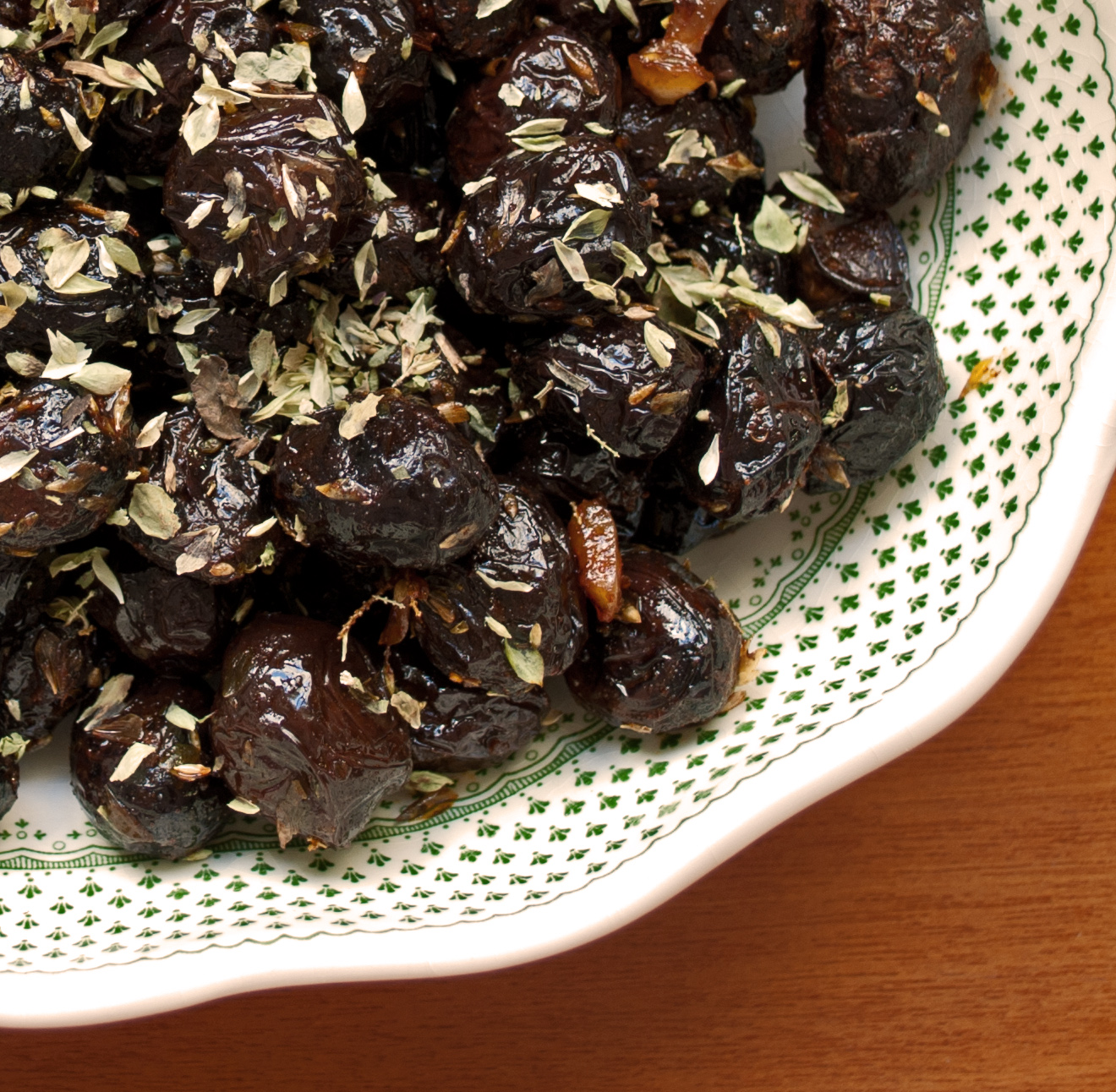
Испанские вяленые оливки
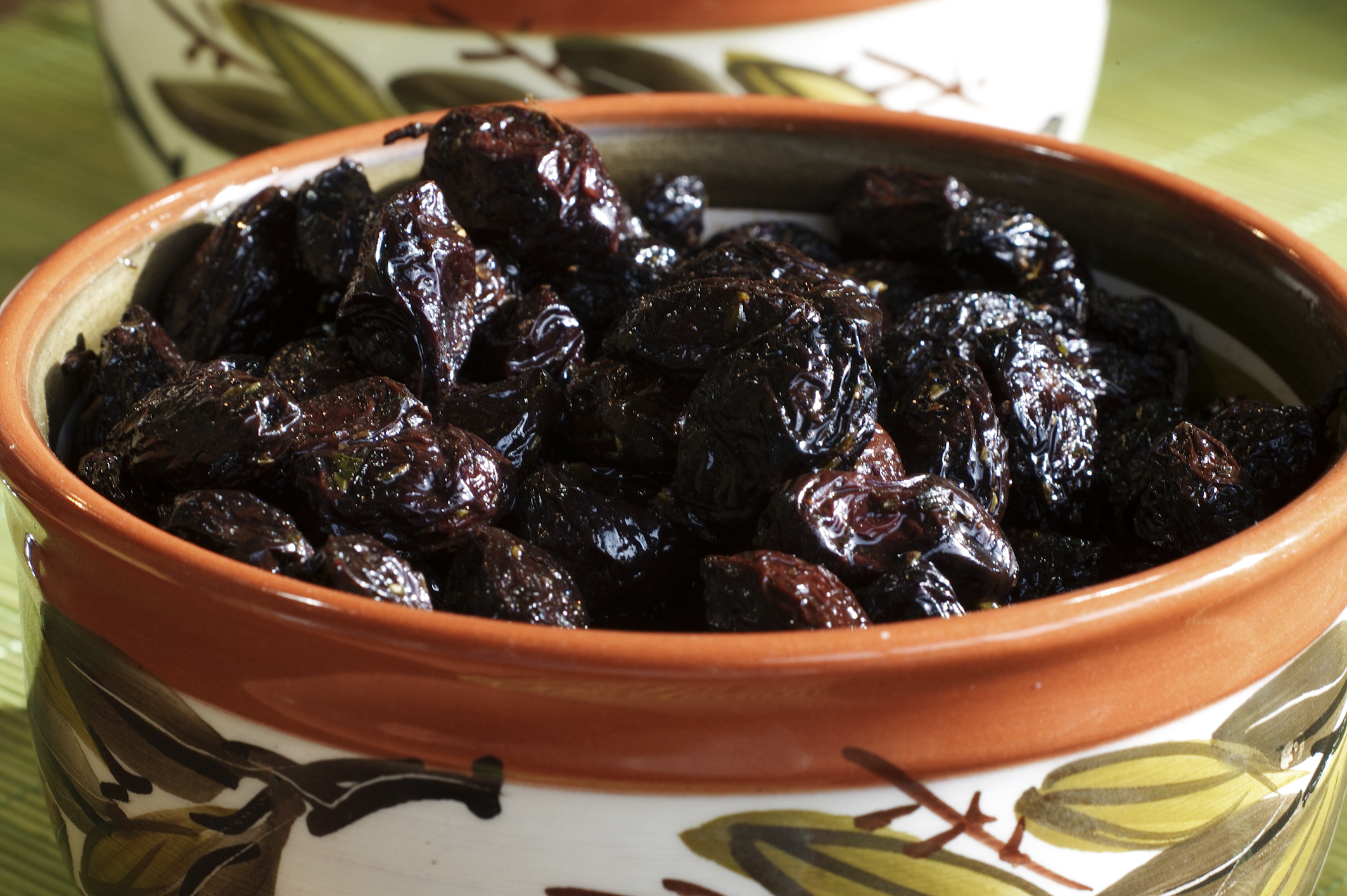
Греческие вяленые оливки

### Оливки с щёлоком
Обработка щёлоком ускоряет ферментацию в растворе соли, однако вкус у такого продукта менее выраженный.

#### Зелёные

##### Испанские (севильские)

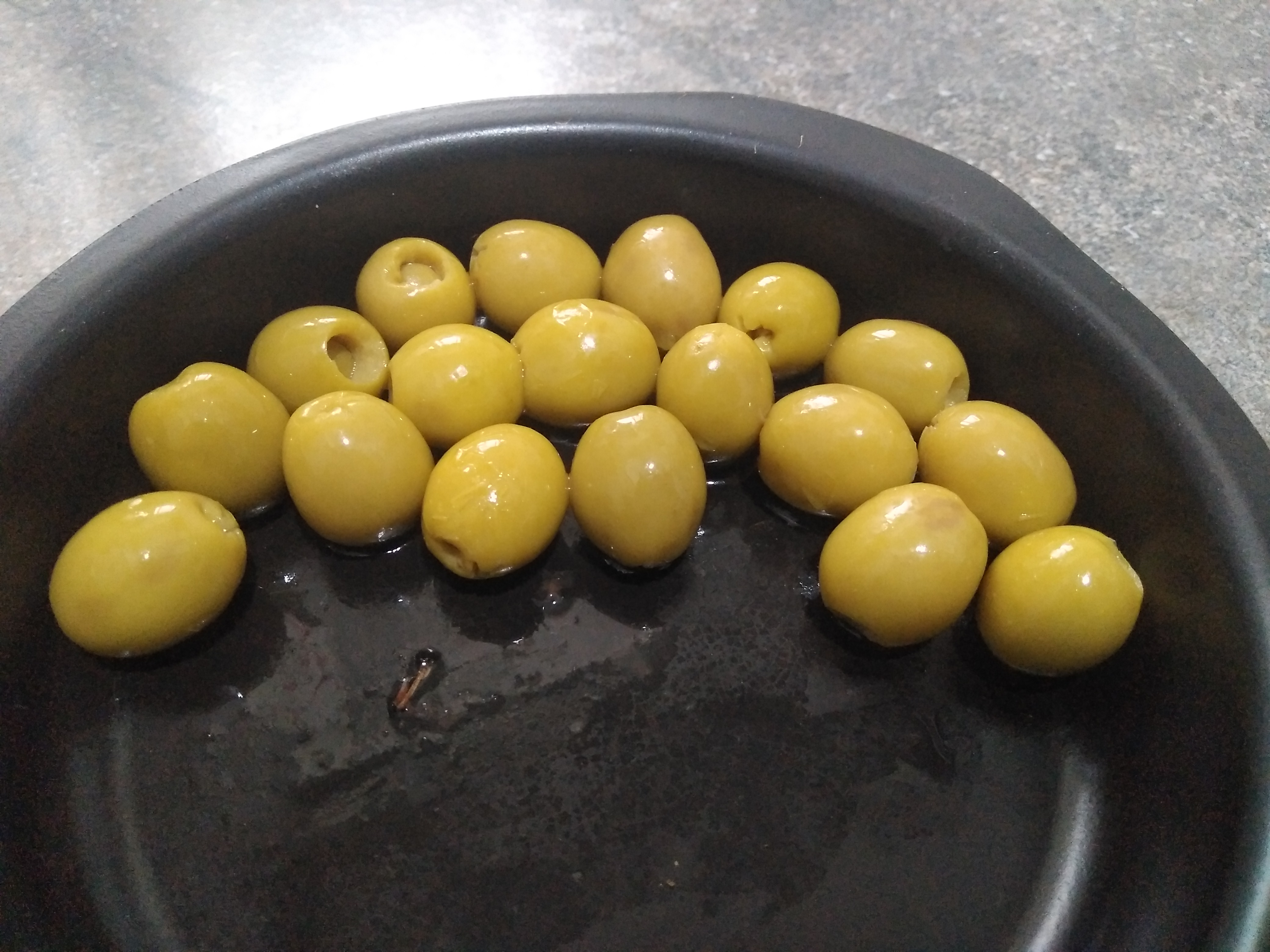
Оливки Manzanilla

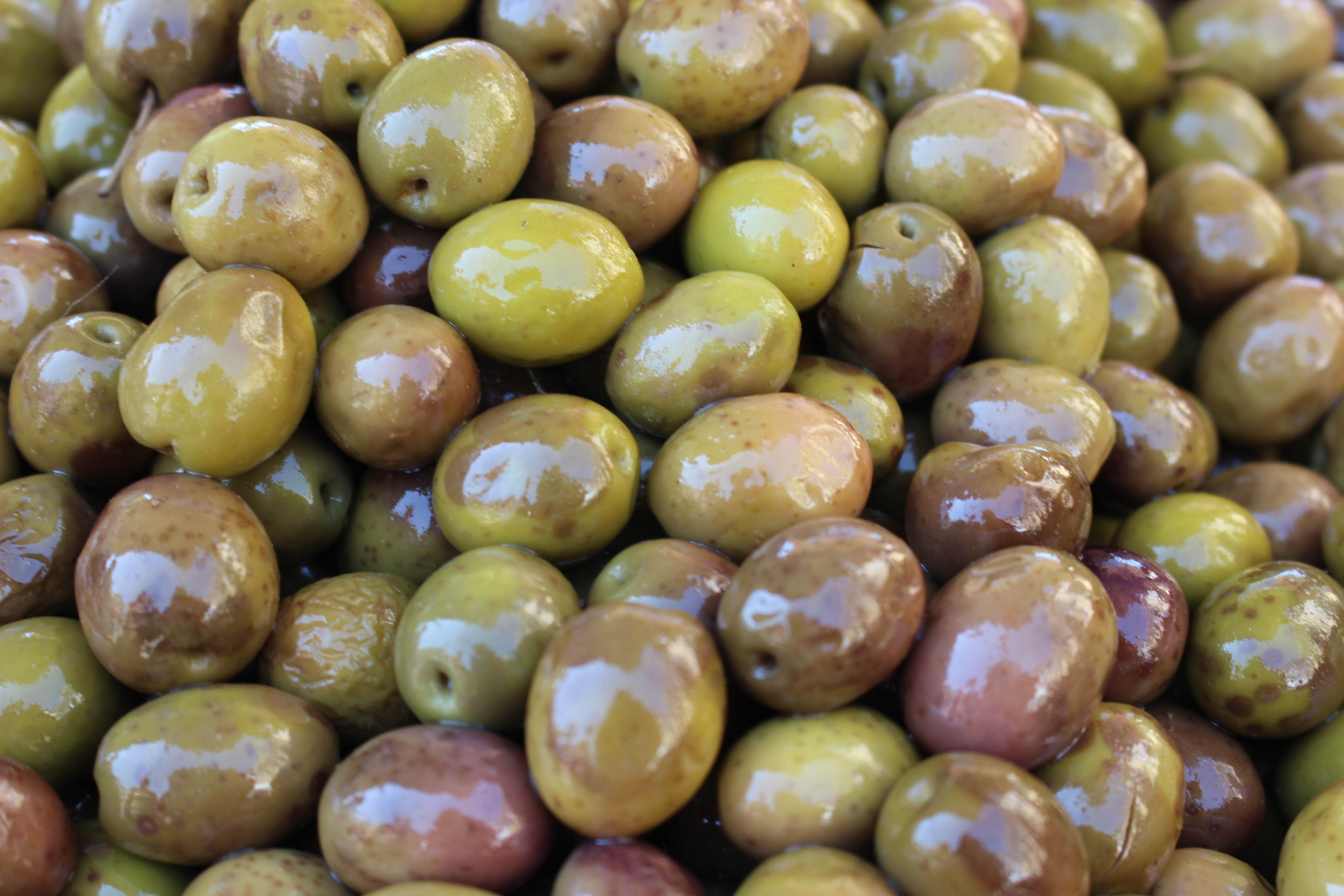
Свежие оливки Chondrolia Chalkidikis

Жёлто-зелёные испанские оливки моют, заливают 2—3,5-процентным раствором гидроксида натрия и держат несколько часов. Когда рассол проникает в плоды на 2/3 мякоти, щёлочь сливают и помещают оливки в воду для промывания. Затем их заливают 6—8-процентным солевым раствором на 3—4 месяца, затем сушат на воздухе, сортируют, стерилизуют и упаковывают. Засолка происходит в контейнерах на 10—15 тонн оливок. По окончании процесса оливки снова перебирают и заливают свежим рассолом; иногда перед этим из них удаляют косточку и помещают вместо неё начинку.
Зелёные консервированные оливки подвергаются в рассоле полной молочнокислой ферментации. Она делится на три этапа: на первом в течение трёх дней растворимые вещества попадают из мякоти оливок в рассол и становятся питательной средой для микроорганизмов; на втором в течение 15—20 дней основной ферментирующей культурой в рассоле становится молочная кислота, вырабатываемая Leuconostoc mesenteroides и Pediococcus cereviciae, а затем и лактобациллами; на третьем Lactiplantibacillus plantarum перерабатывает сахара в рассоле в молочную кислоту, что предопределяет успешность ферментации. Испанские оливки содержат 9—28 % жиров, 1—1,5 % белков, 1,5-2,5 % пищевых волокон.
Наиболее популярные культивары для этого вида ферментации — Manzanilla, Gordal de sevilliana и Chondrolia Chalkidikis.

##### Пишолин
Коктейльные оливки пишолин обрабатывают 2—2,5-процентным раствором гидроксида натрия на протяжении 8—12 часов, после этого многократно промывают и дважды помещают в рассол: один раз в 5—6-процентный раствор на два дня, а второй — в смесь 7-процентного раствора и лимонной кислоты на 8—10 дней. Получившиеся оливки имеют ярко-зелёный цвет. Перед продажей пишолин укладывают в тару и заливают 5—6-процентным рассолом. Пишолин — южнофранцузский метод, но аналогично оливки готовят в Алжире и Марокко.

##### Кастельветрано (сицилийские)

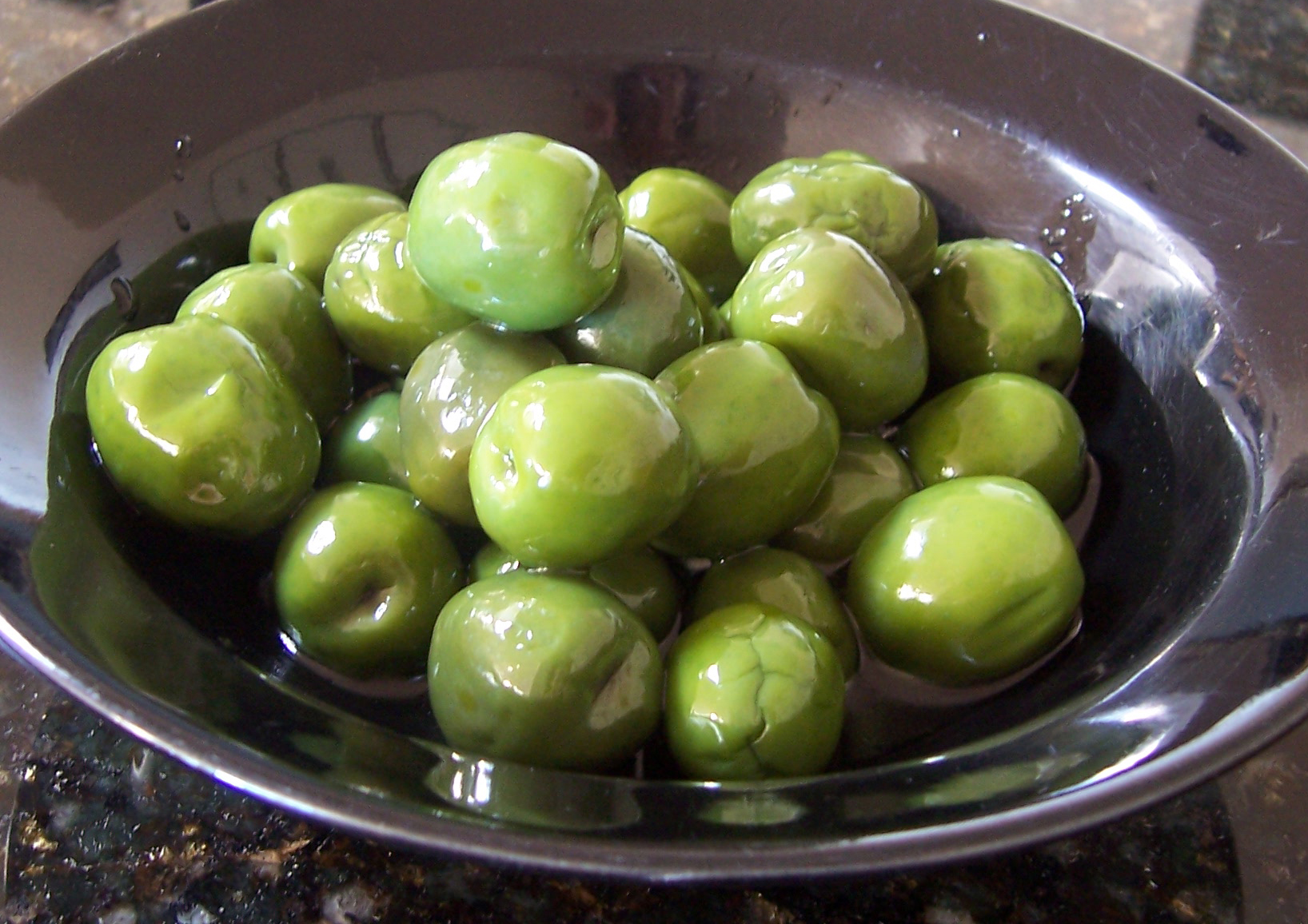
Оливки кастельветрано

Метод производства зелёных оливок, использующийся в одноимённом регионе Италии с сортом Nocellara del Belice. Оливки размером больше 19 мм покрывают 1,8—2,5-процентным раствором щёлочи на 10—15 дней, после чего оливки промывают и продают, однако у кастельветрано остаётся привкус щёлочи из-за того, что вся она не успевает вымыться.

#### Чёрные

##### Калифорнийские (чёрные испанские)
Чернеющие оливки, обычно сорта manzanilla, моют и обрабатывают щёлоком с гидроксидом натрия 1—5 раз, проветривая между обработками, затем моют, помещают в раствор солей железа, промывают, сортируют, стерилизуют и упаковывают. Проветривание даёт оливкам глубокий чёрный цвет, благодаря оксидации и полимеризации полифенолов, и соли железа используются для закрепления этого цвета.
Перед обработкой щёлоком оливки иногда помещают в 2,5-процентный раствор соли либо уксусной кислоты (реже). Воздействие щёлока гидролизирует олейропеин и делают кожуру более проницаемой, из-за чего питательные вещества из оливок растворяются в рассоле. Ферментация при этом не происходит.
Такая методика производства даёт оливки, сильно отличающиеся от других разновидностей по вкусовым качествам, а также меньше солёной воды в отходах. При этом оливки теряют в объёме примерно тридцатикратно. Многие потребители считают калифорнийские оливки невкусными.

### Обработка готовых оливок
Все виды готовых оливок могут подвергаться дополнительной обработке, например, маринованию и/или начиняться орехами, анчоусами и овощами. В Турции готовые натуральные оливки растирают в пасту, в Провансе их перемалывают с анчоусами и каперсами, получая тапенаду. Оливковые пасты особенно популярны в Италии и Франции.
Для улучшения хранения натуральные оливки пастеризуют или обливают кипятком, что, с одной стороны, значительно снижает вероятность порчи, но с другой — может ухудшить их цвет.
Косточки, остающиеся от производства начинённых оливок, используются для получения косточкового масла, а также как топливо.

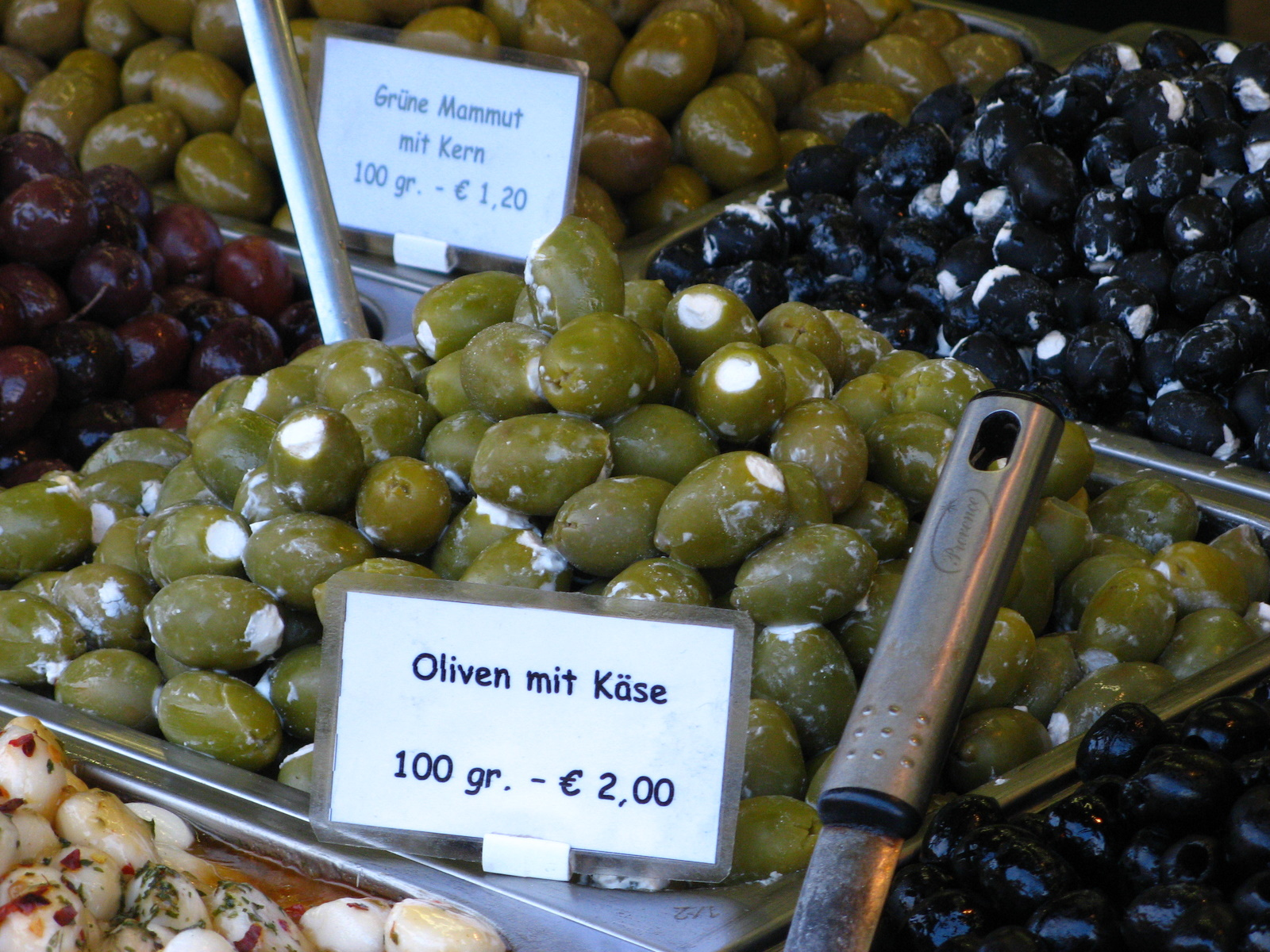
Оливки, начинённые сыром
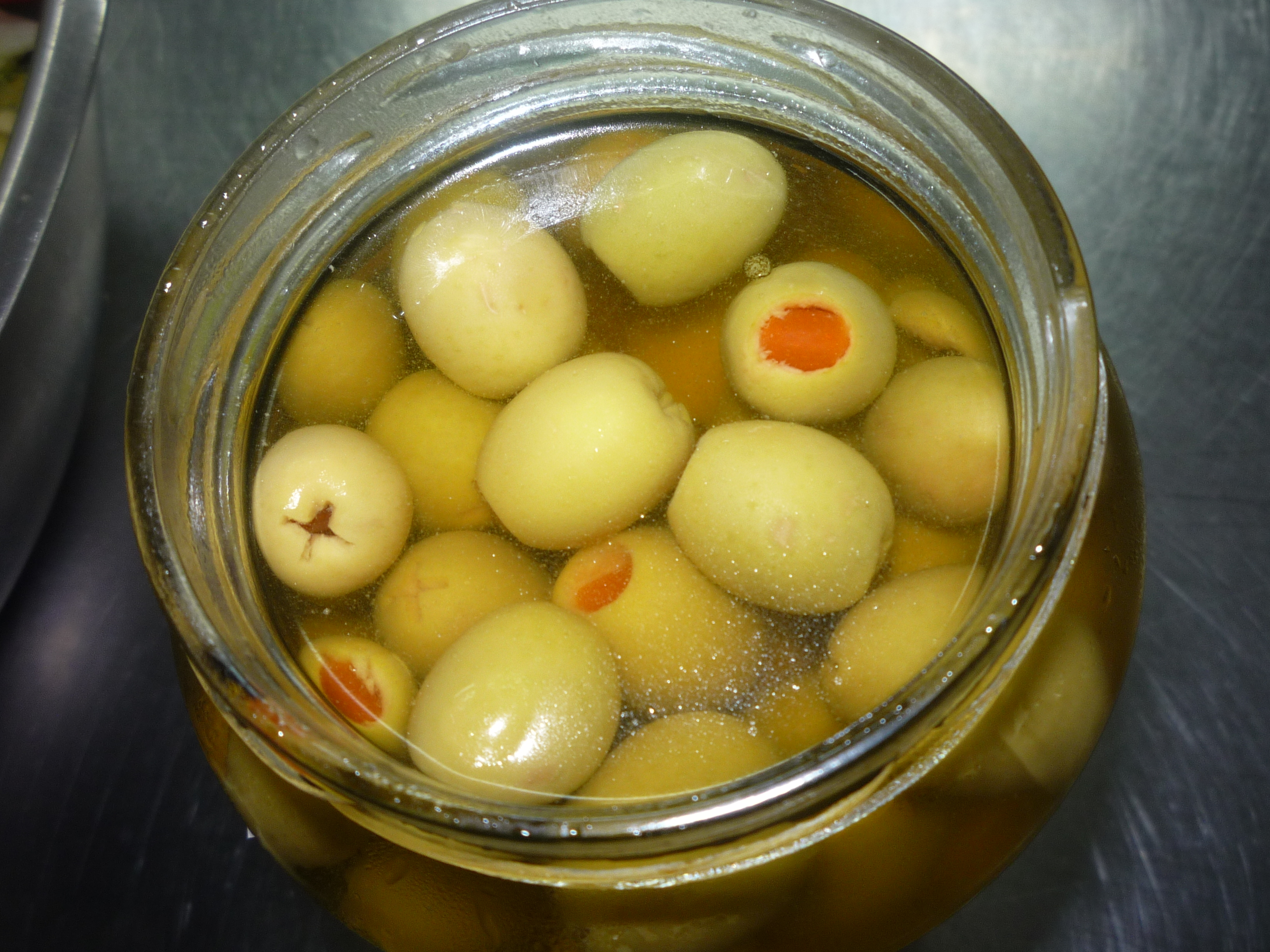
Оливки, начинённые болгарским перцем
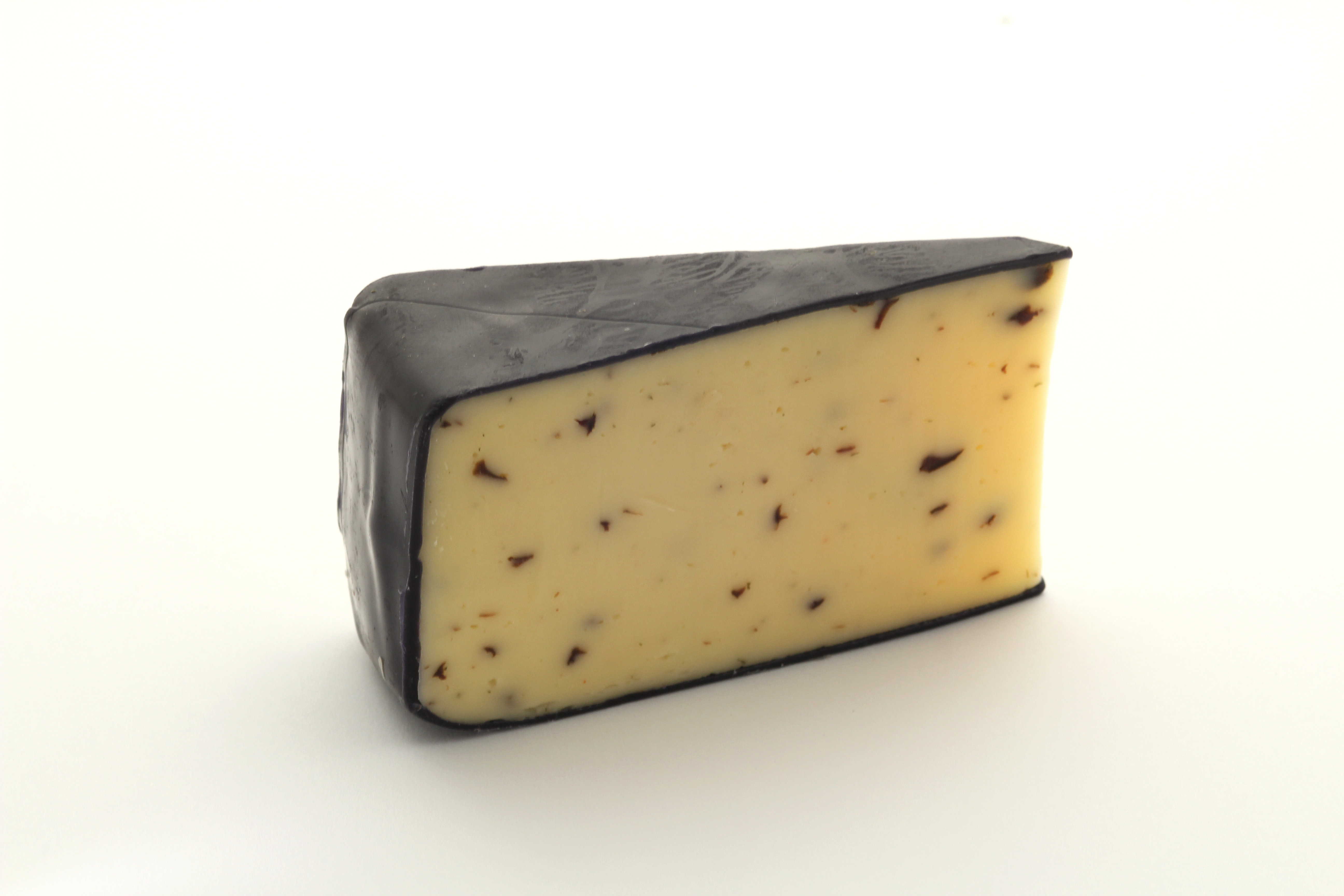
Сыр, начинённый оливками

## Химический состав и влияние на здоровье
Консервированные оливки — важный источник линолевой кислоты и мононенасыщенных жирных кислот при полном отсутствии насыщенных жирных кислот. Также в оливках много соединений фенола, в том числе полифенолов, среди которых тирозол, гидрокситирозол и олеаноловая кислота. Чёрные оливки содержат особенно много гидрокситирозола и других полифенолов. Столовые оливки — лучший источник тритерпеновой, масленичной и олеанолевой кислот, а также хороший источник пищевых волокон.
В Средиземноморье, известном своим низким уровнем сердечных болезней, оливки употребляют ежедневно, что вызывает интерес исследователей к этому продукту. Оливки содержат много полезных веществ, в частности, употребление 10 оливок в день полностью покрывает необходимость в гидротирозоле, а поедание 12 оливок ежедневно на протяжении месяца обладает противовоспалительным и антиоксидантным действием.
С другой стороны, оливки некоторых сортов содержат много соли, вызывающей проблемы с сердцем.

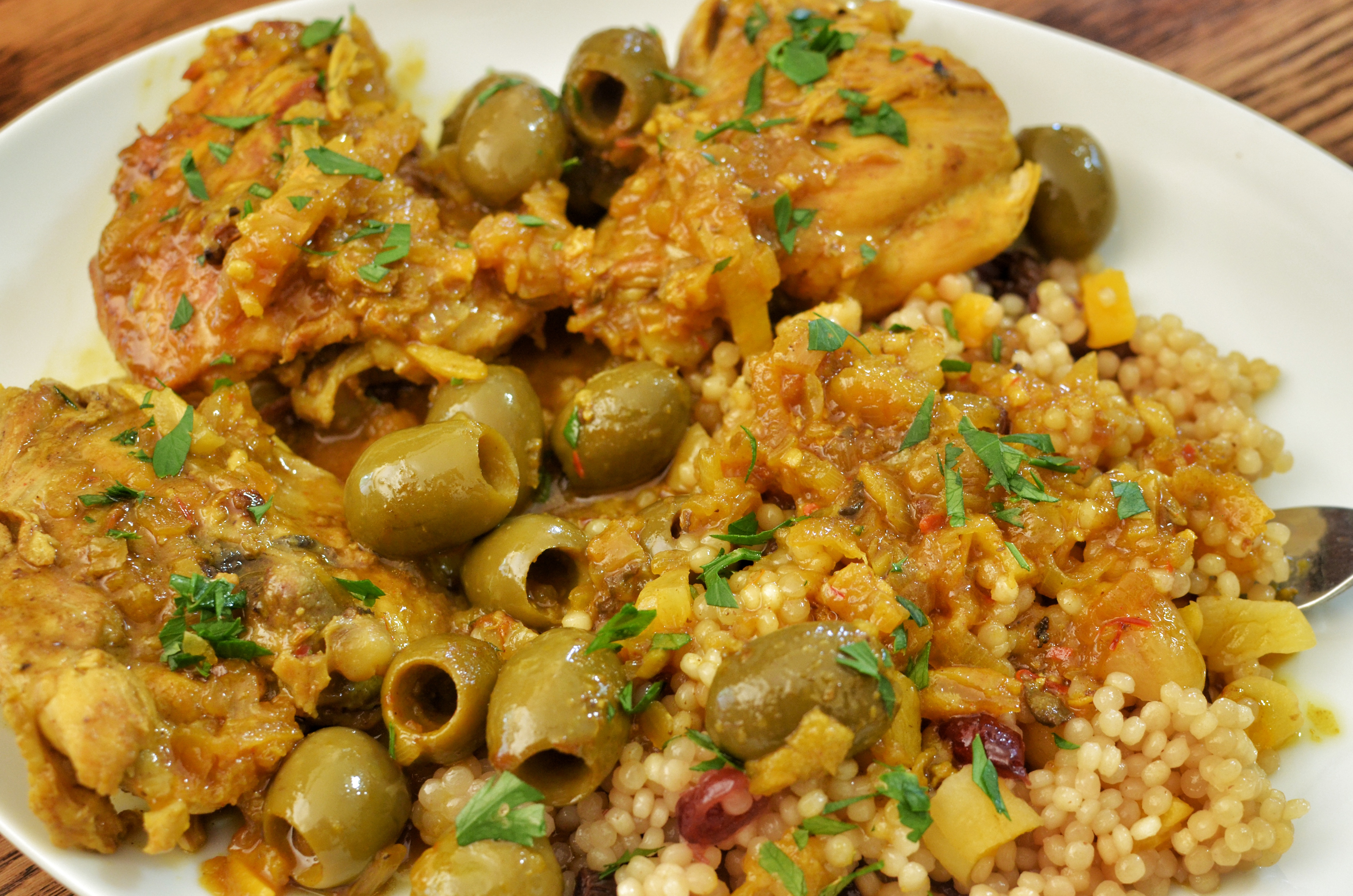
Марокканская курица с квашеными лимонами и оливками
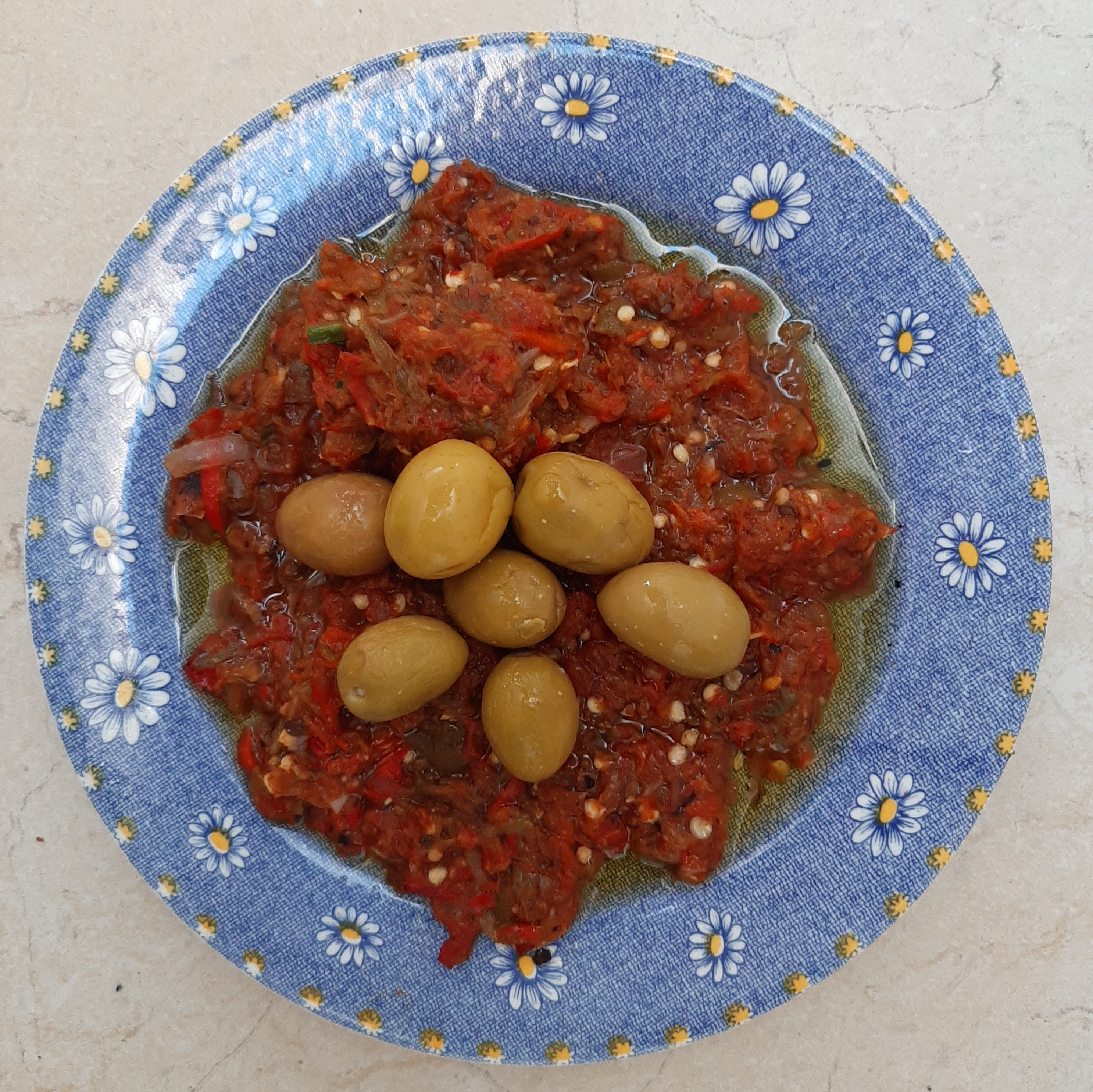
Тунисский салат машвия
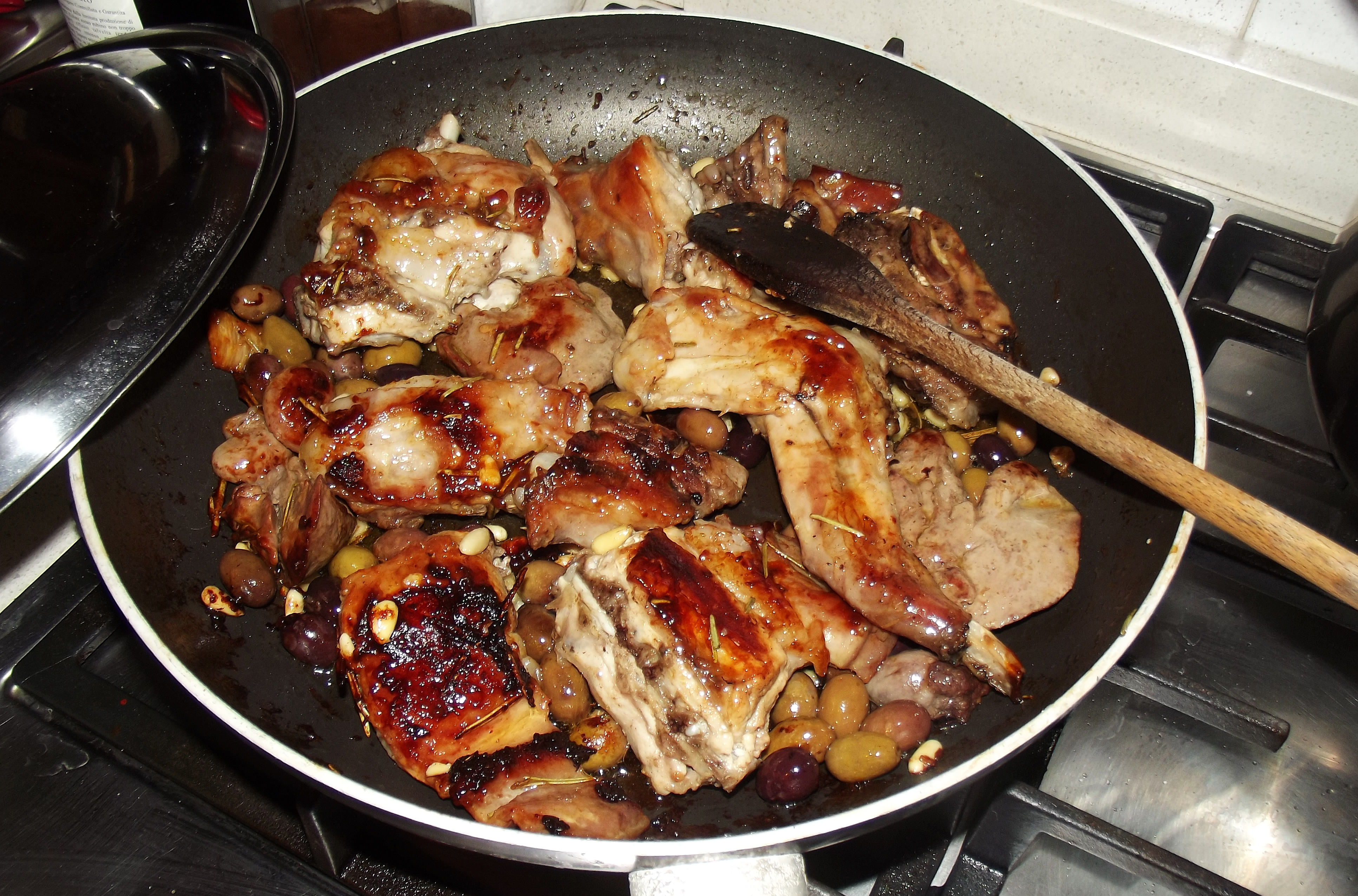
Кролик по-лигурийски с оливками